# Абель, Джоуи
Джоуи Абель (англ. Joey Abell; род. 25 мая 1981, Чамплин, Миннесота, США) — американский боксёр-профессионал, выступающий в тяжёлой весовой категории.

## Любительская карьера
Серебряный призёр США среди юниоров 1998 года в 201 фунтов, проиграл Малику Скотту.
Соревновался в 1998 году в Национальном турнире Золотые перчатки в 178 фунтов.
Золотой медалист чемпионата США 1999 года среди юношей до 19 лет в супертяжёлом весе.
Принял участие в национальном турнире 1999 года «Золотые перчатки» в весе 201 фунт.

## Профессиональная карьера

#### Бой с Кубратом Пулевым
14 декабря 2013 года встретился с Кубратом Пулевым. В начале 4-го раунда Абель зацепил Пулева правым боковым и толкнул от себя. Пулев не был потрясён, но потерял равновесие и упал на канвас. Болгарину впервые был отсчитан нокдаун. Пулев не воспринял падение как нокдаун, возмутился отсчёту рефери, и после продолжения боя набросился на американца. Бой закончился техническим поражением Абелля — после двух нокдаунов в конце 4-го раунда секунданты американца решили отказаться от продолжения боя. Пулев сохранил первый номер в рейтинге IBF в супертяжёлом весе.

#### Бой с Кшиштофом Зимнохом
9 сентября 2017 года встретился с Кшиштофом Зимнохом. Зимнох неожиданно проиграл нокаутом в 3 раунде.

#### Бой с Томашем Адамеком
Уже во 2-м раунде Джоуи побывал на настиле, когда Томаш Адамек начал азартно с ним зарубаться и в итоге свалил кроссом справа. В 5 раунде был зрелищный размен ударами. В конце 6 раунда Адамек послал соперника в нокдаун тем же правым кроссом. В 7 раунде Адамек дважды послал Абеля в нокдаун, после чего рефери остановил бой.